# Гледвин Джебб
Губерт Майлс Гледвин Джебб, 1-й барон Гледвин, відоміший як Гледвін Джебб (англ. Hubert Miles Gladwyn Jebb, 1st Baron Gladwyn; 25 квітня 1900, Йоркшир — 24 жовтня 1996, Сент-Ендрю) — британський дипломат, політичний діяч і перший виконувач обов'язків Генерального секретаря Організації Об'єднаних Націй.

## Біографія
Народився 25 квітня 1900 року Йоркширі. Син Сідні Джебб з Фірбек Холла, Йоркшир, Гледвін здобув освіту в Ітоні, а потім у коледжі Магдалени в Оксфорді. У 1929 році він одружився з Сінтією Нобль, яка народила сина Майлса і двох дочок: Ванессу (одружена з істориком Гью Томасом) і Стеллу (дружина вченого Джоела де Роснея).
З 1924 року на дипломатичній службі Великої Британії. Працював у Тегерані. Незабаром у Міністерстві закордонних справ у Лондоні він обійняв посаду особистого секретаря очільника дипломатичної служби.
У серпні 1940 року Джебб був призначений в Міністерство економічного ведення війни помічником заступника секретаря відомства. В 1942 році його призначили начальником Департаменту реконструкції, а в 1943 році Джебб став радником в Міністерстві закордонних справ Великої Британії. У цій якості він був присутній на численних міжнародних конференціях, у тому числі в Тегерані, Ялті та Потсдамі.
Після Другої світової війни Джебб служив Виконавчим секретарем Підготовчої комісії Організації Об'єднаних Націй. З жовтня 1945 по лютий 1946 років виконував обов'язки Генерального секретаря Організації Об'єднаних Націй. 2 лютого генсеком ООН був обраний норвежець Трюгве Лі.
Повернувшись до Лондона, Джебб служив заступником міністра закордонних справ Великої Британії Ернеста Бевін. У 1946—1947 роках він був радником із закордонних справ ООН, потім представляв Велику Британію при підписанні Брюссельського договору в 1948 році. У 1950—1954 роках Джебб був послом Сполученого Королівства при Організації Об'єднаних Націй, а в 1954—1960 — послом Великої Британії у Франції.
Після того, як в 1960 році Джебб отримав титул барона Гледвін, він став членом Ліберальної партії. У 1965—1988 роках він був заступником лідера партії лібералів у Палаті лордів і секретарем у закордонних справах і обороні. З 1973 по 1976 рр. служив членом Європейського парламенту, де був також заступником голови Політичного комітету парламенту. Коли Джебб запитали, чому на початку 1960-х він приєднався до ліберальної партії, він відповів, що ліберали були партією без лідера, а він — лідером без партії. Як і багато ліберали, він вважав, що освіта є ключем до соціальної реформи. Довгий час очолював Винний комітет британського уряду.
Помер барон Гледвін у 1996 році і був похований в Сент-Ендрю, Брамфілд, графство Саффолк.